# آبراهام شاریته
آبراهام شاریته (هلندی: Abraham Charité؛ ۲۵ اوت ۱۹۱۷ – ۲۶ فوریهٔ ۱۹۹۱) وزنه‌بردار اهل هلند بود.
وی در مسابقات کشوری و بین‌المللی در مجموع برندهٔ ۱ مدال برنز شده‌است.